# Гречихино (Волгоградская область)
Гречихино (нем. Walter) — село в Жирновском районе Волгоградской области России, в составе Медведицкого сельского поселения. Основано в 1767 году как немецкая колония Вальтер.
Население — 80 (2010).

## Название
Немецкое название Вальтер присвоено по фамилии первого старосты (форштегера). По указу от 26 февраля 1768 года о наименованиях немецких колоний получила официальное Гречинная Лука.

## История

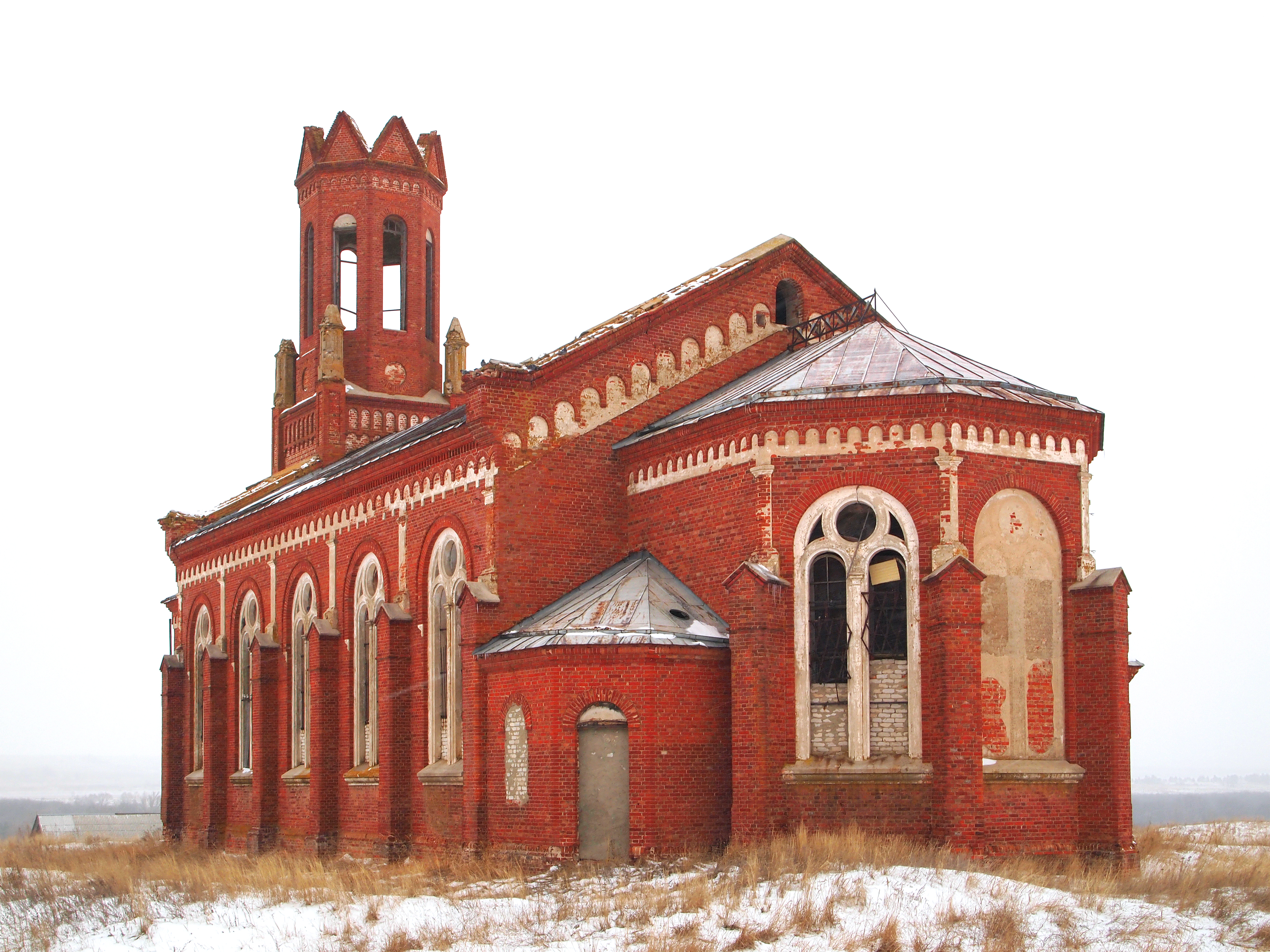
Лютеранская кирха в селе

Основано 13 мая 1767 года.  До 1917 года лютеранское село сначала Норкского колонистского округа, а после 1871 года Медведицко-Крестово-Буеракской волости Аткарского уезда Саратовской губернии. Основатели - 99 семей из Ганау и Дармштадта.
В 1774 году - набег пугачёвцев, сожжено несколько домов.
Село относилось сначала к лютеранскому приходу Франк (Медведицкий Крестовый Буерак). Часть жителей составляли католики. В 1892 году освящена лютеранская церковь. В 1896 году в селе имелось две школы - церковно-приходская и земская. В церковно-приходской школе обучались 212 мальчика и 239 девочек.
Земли в 1857 году - 7963 десятины, в 1910 году - 11132 десятины. В середине XIX в. особенно остро стала чувствоваться нехватка земли, многие получали свои земельные участки все дальше и дальше от Вальтера. Некоторые участки земли были расположены настолько далеко, что приходилось тратить около одного дня пути, чтобы добраться туда. Поэтому в 12 милях от Вальтера возникает его хутор. Точное время его основания неизвестно. Этот хутор был первой дочерней колонией Вальтера и имел название Ней-Вальтер. В конце XIX веке возникает ещё один хутор – Клейн-Вальтер. Распространение в 1874 году всеобщей воинской повинности на колонистов активизировано эмиграционные настроения. В период с 1890 по 1916 год из Вальтера в Северную Америку выехало не менее 45 человек. В годы столыпинской реформы 15 семей в составе 128 человек были перечислены в общество поселка Самарского Локтевской волости Змеиногорского уезда Томской губернии.
В годы Первой мировой войны из Вальтера было призвано более 150 солдат.
В советский период село входило в состав сначала Медведицкого района Голо-Карамышского уезда Трудовой коммуны (Области) немцев Поволжья, с 1922 года Медведицко-Крестово-Буеракского (в 1927 году переименован во Франкский) кантона Республики немцев Поволжья; административный центр Кольбского сельского совета. В голод 1921 года родились 152 человек, умерли – 180. В 1926 году в селе имелись кооперативная лавка, сельскохозяйственное кредитное товарищество, начальная школа, изба-читальня, передвижная библиотека. В годы коллективизации организован колхоз "Рот Фронт".
В 1927 году постановлением ВЦИК "Об изменениях в административном делении Автономной С.С.Р. Немцев Поволжья и о присвоении немецким селениям прежних наименований, существовавших до 1914 года" селу Гречинная Лука Франкского кантона возвращено название Вальтер.
28 августа 1941 года был издан Указ Президиума ВС СССР о переселении немцев, проживающих в районах Поволжья. Немецкое население было депортировано. После ликвидации АССР немцев Поволжья село, как и другие населённые пункты Франкского кантона (переименован в Медведицкий район) упразднённой АССР немцев Поволжья передано в состав Сталинградской области. Решением облисполкома от 31 марта 1944 года № 10 § 30 "О переименовании населённых пунктов Сталинградской области, носящих немецкие названия" село Вальтер переименовано в село Гречихино.

## Физико-географическая характеристика
Село находится в лесостепи, в пределах Приволжской возвышенности, являющейся частью Восточно-Европейской равнины, на правом берегу реки Медведицы. Рельеф местности - холмисто-равнинный, сильно пересечённый балками и оврагами. Распространены пойменные кислые почвы и чернозёмы южные. Высота центра населённого пункта - 160 метров над уровнем моря.
По автомобильным дорогам расстояние до областного центра города Волгограда составляет 330 км, до районного центра города Жирновск - 22 км, до административного центра сельского поселения села Медведица - 9 км, до ближайшего крупного города Саратова - 200 км.
Часовой пояс
Гречихино, как и вся Волгоградская область, находится в часовой зоне МСК (московское время). Смещение применяемого времени относительно UTC составляет +3:00.

## Население
Динамика численности населения по годам:
| 1987 | 2002 |
| ---- | ---- |
| ≈70  | 80   |

| 1767  | 1773  | 1788  | 1798  | 1816  | 1834  | 1850  |
| ----- | ----- | ----- | ----- | ----- | ----- | ----- |
| 376   | ↗431  | ↗622  | ↗762  | ↗1173 | ↗1989 | ↗2899 |
| 1859  | 1885  | 1897  | 1911  | 1920  | 1922  | 1923  |
| ↗3264 | ↘2044 | ↗2427 | ↘2291 | ↗2556 | ↗2559 | ↗2754 |
| 1926  | 1931  | 2010  |       |       |       |       |
| ↘2494 | ↘2138 | ↘80   |       |       |       |       |